# Ghursal
Ghursal (en arménien Ղուրսալ) est une communauté rurale du marz de Lorri en Arménie. En 2008, elle compte 619 habitants.